# Beata Godlewska-Żyłkiewicz
Beata Izabella Godlewska-Żyłkiewicz (ur. 31 marca 1965) – polska chemiczka, profesor nauk chemicznych, profesor Uniwersytetu w Białymstoku i jego prorektor w kadencjach 2008–2012 i 2012–2016.

## Życiorys
W 1988 ukończyła studia z zakresu chemii w Filii Uniwersytetu Warszawskiego w Białymstoku. Doktoryzowała się 1995 na Uniwersytecie Warszawskim na podstawie rozprawy: Metody analityczne oznaczania niektórych metali i ich specjacji w materiale biologicznym, której promotorem był profesor Adam Hulanicki. Stopień naukowy doktora habilitowanego uzyskała w 2006 na UW w oparciu o pracę pt. Metody wydzielania platyny i palladu w chemii analitycznej. Tytuł profesora nauk chemicznych otrzymała 12 listopada 2013.
Zawodowo związana z Uniwersytetem w Białymstoku, na którym w 2015 objęła stanowisko profesora zwyczajnego (po zmianach prawnych profesora). W kadencjach 2008–2012 i 2012–2016 była prorektorem UwB do spraw nauki i współpracy z zagranicą. W latach 2016–2019 była dziekanem Wydziału Biologiczno-Chemicznego. W marcu 2019 została wybrana do rady uczelni UwB z kadencją trwającą do 31 grudnia 2020.
Specjalizuje się w chemii analitycznej, analizie śladowej, spektrometrii atomowej i metrologii. Opublikowała ok. 120 prac, wypromowała trzech doktorów. Została członkiem Komitetu Chemii PAN oraz Komitetu Chemii Analitycznej PAN (wiceprzewodnicząca).
Odznaczona Medalem Komisji Edukacji Narodowej (2016).